# Volleybalvereniging Taurus 2019-2020 (maschile)
Questa voce raccoglie le informazioni riguardanti il Volleybalvereniging Taurus nelle competizioni ufficiali della stagione 2019-2020.

## Organigramma societario
Area direttiva
- Presidente: Nicole Teeuwen

Area tecnica
- Allenatore: Erik Gras

## Rosa
| N° | Nome            | Ruolo | Data di nascita   | Nazionalità sportiva |
| -- | --------------- | ----- | ----------------- | -------------------- |
| 1  | Timo Gras       | S     | 11 marzo 1993     | Paesi Bassi          |
| 2  | Daan Haanappel  | P     | 29 settembre 1998 | Paesi Bassi          |
| 3  | Jens de Hoogh   | S     | 21 giugno 1999    | Paesi Bassi          |
| 4  | Mats Bleeker    | L     | 7 maggio 1998     | Paesi Bassi          |
| 5  | Flor Polinder   | P     | 21 aprile 1996    | Paesi Bassi          |
| 6  | Lars Groeneveld | C     | 1996              | Paesi Bassi          |
| 7  | Dylan Boerefijn | O     | 6 settembre 1995  | Paesi Bassi          |
| 9  | Leroy Boerefijn | C     | 17 marzo 1993     | Paesi Bassi          |
| 10 | Timo Noordhoek  | O     | 10 dicembre 1998  | Paesi Bassi          |
| 12 | Jorg de Waard   | C     | 8 marzo 1994      | Paesi Bassi          |
| 18 | Finn Frielink   | S     | 1993              | Paesi Bassi          |

## Statistiche

### Statistiche di squadra
| Competizione          | Punti | In casa | In casa | In casa | In trasferta | In trasferta | In trasferta | Totale | Totale | Totale |
| Competizione          | Punti | G       | V       | P       | G            | V            | P            | G      | V      | P      |
| --------------------- | ----- | ------- | ------- | ------- | ------------ | ------------ | ------------ | ------ | ------ | ------ |
| Eredivisie            | 18    | 11      | 2       | 9       | 11           | 5            | 6            | 22     | 7      | 15     |
| Coppa dei Paesi Bassi | -     | 0       | 0       | 0       | 1            | 0            | 1            | 1      | 0      | 1      |
| Totale                | -     | 11      | 2       | 9       | 12           | 5            | 7            | 23     | 7      | 16     |